# Bowers Canyon
Bowers Canyon är en undervattenskanjon i Antarktis. Den ligger i havet utanför Östantarktis. Nya Zeeland gör anspråk på området.